# Suprema Corte do Canadá

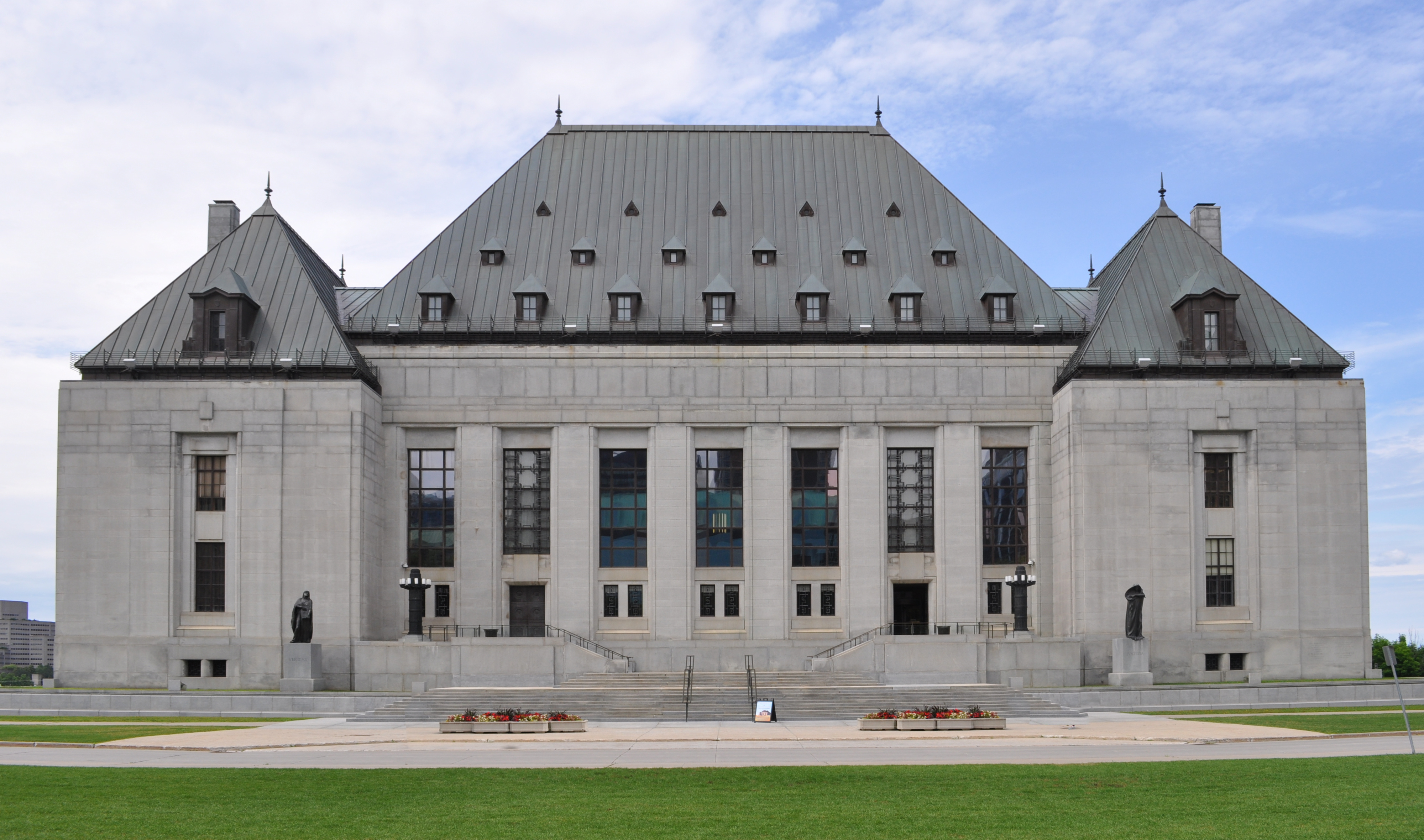
Exterior do edifício da Corte Suprema do Canadá

A Suprema Corte (português brasileiro) ou Supremo Tribunal (português europeu) do Canadá é a mais poderosa corte judiciária do Canadá, e está localizada na capital do país, Ottawa. É o último recurso judicial para todos os recursantes, sejam indivíduos em particular ou o governo. A juridisção inclui tanto as leis civis da província de Quebec e a common law das outras províncias e territórios. Ao manejar casos civis, a Corte Suprema possui o cuidado de revisar tais casos por três diferentes juízes, que estão sempre na Corte.
A Corte Suprema do Canadá (SCC; em francês: Cour suprême du Canada, CSC) é o mais alto tribunal do sistema judiciário do Canadá. Ela é composta por nove juízes, cujas decisões são a aplicação final da Lei canadense, e concede permissão a entre 40 e 75 litigantes a cada ano para recorrer de decisões proferidas pelos tribunais provinciais, territoriais e federais de apelação. A Corte Suprema é bijurídica, ouvindo casos de duas grandes tradições legais (direito comum e direito civil) e bilíngue, ouvindo casos em ambas as línguas oficiais do Canadá (inglês e francês).
Os efeitos de qualquer decisão judicial sobre o direito comum, na interpretação de estatutos ou em qualquer outra aplicação da lei, podem, de fato, ser anulados por legislação, a menos que a decisão específica do tribunal envolva a aplicação da Constituição do Canadá, caso em que, a decisão (na maioria dos casos) é completamente vinculativa para o poder legislativo. Isso é especialmente verdadeiro para decisões que envolvem a Carta Canadense de Direitos e Liberdades, que não podem ser alteradas pelo poder legislativo, a menos que a decisão seja anulada conforme a seção 33 (a "cláusula de ressalva").

## História

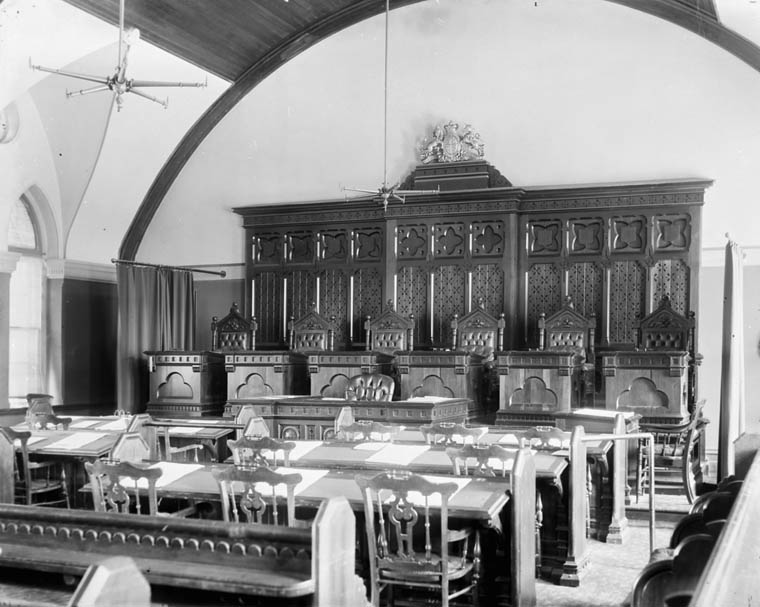
Sala de audiências no Segundo edifício da Corte Suprema do Canadá em abril de 1890

A criação da Corte Suprema do Canadá foi prevista pelo British North America Act, 1867, renomeado em 1982 para Constitution Act, 1867. Os primeiros projetos para a criação de um tribunal federal supremo, apresentados no Parlamento do Canadá em 1869 e 1870, foram retirados. Foi apenas em 8 de abril de 1875 que um projeto foi finalmente aprovado, estabelecendo a criação da Corte Suprema do Canadá.
No entanto, antes de 1949, a Corte Suprema não constituía o tribunal de última instância: os litigantes podiam recorrer das decisões da SCC para o Comitê Judicial do Conselho Privado em Londres. Alguns casos podiam contornar a Corte Suprema e ir diretamente para o Comitê Judicial a partir dos tribunais provinciais de apelação. A Corte Suprema tornou-se formalmente o tribunal de última instância para apelações criminais em 1933 e para todas as outras apelações em 1949. Casos iniciados antes dessas datas ainda podiam ser recorridos ao Comitê Judicial, e o último caso de apelação da Corte Suprema do Canadá foi decidido apenas em 1959.
O aumento da importância da Corte Suprema foi refletido no número de seus membros; ela foi estabelecida inicialmente com seis juízes, e foi aumentada por um membro adicional em 1927. Em 1949, a composição do tribunal atingiu sua configuração atual de nove juízes.
Antes de 1949, a maioria dos nomeados para o tribunal devia sua posição ao patronato político. Cada juiz tinha fortes laços com o partido no poder no momento de sua nomeação. Em 1973, a nomeação de um professor de direito constitucional Bora Laskin como presidente do tribunal representou um grande ponto de inflexão para a Corte. As visões federalistas e liberais de Laskin foram compartilhadas pelo primeiro-ministro Pierre Trudeau, que recomendou a nomeação de Laskin para o tribunal, mas a partir dessa nomeação, os nomeados passaram a vir cada vez mais de formações acadêmicas ou eram profissionais altamente respeitados com vários anos de experiência em tribunais de apelação.[carece de fontes?]
O Constitution Act, 1982, ampliou muito o papel da corte na sociedade canadense com a adição da Carta Canadense de Direitos e Liberdades, que ampliou enormemente o escopo da revisão judicial. A evolução da corte sob a liderança do presidente Brian Dickson (1984–1990) até a presidência de Antonio Lamer (1990–2000) testemunhou um vigor contínuo na proteção das liberdades civis. A formação de Lamer, no direito penal, influenciou o número de casos criminais ouvidos pela Corte durante seu tempo como presidente. No entanto, a corte de Lamer foi mais conservadora em relação aos direitos da Carta, com uma taxa de sucesso de apenas cerca de 1% para os requerentes da Carta.[carece de fontes?]
Lamer foi sucedido na presidência pela Beverley McLachlin em janeiro de 2000. Ela foi a primeira mulher a ocupar essa posição. A nomeação de McLachlin resultou em uma corte mais centrada e unificada. Opiniões dissidentes e concursivas foram menos frequentes do que nas cortes de Dickson e Lamer. Com as nomeações de 2005 dos juízes Louise Charron e Rosalie Abella, a corte tornou-se o tribunal mais equilibrado em termos de gênero no mundo, com quatro de seus nove membros sendo mulheres. A aposentadoria da juíza Marie Deschamps em 7 de agosto de 2012 fez com que o número caísse para três; no entanto, a nomeação de Suzanne Côté em 1 de dezembro de 2014 restaurou o número para quatro. Após servir no tribunal de 28 anos, 259 dias (17 anos, 341 dias como presidente), McLachlin se aposentou em dezembro de 2017. Seu sucessor como presidente foi Richard Wagner.
Juntamente com a Corte Constitucional Federal Alemã e a Corte Europeia de Direitos Humanos, a Corte Suprema do Canadá está entre as cortes mais citadas do mundo.(21, 27–28)

## Judiciário canadense
A estrutura do sistema judiciário canadense é piramidal, com uma base ampla formada pelos diversos tribunais provinciais e territoriais, cujos juízes são nomeados pelos governos provinciais ou territoriais. No próximo nível estão os tribunais superiores provinciais e territoriais, onde os juízes são nomeados pelo governo federal. As decisões dos tribunais superiores podem ser apeladas para um nível ainda mais alto, os tribunais provinciais ou territoriais de apelação.
Existem também vários tribunais federais: o Tribunal Fiscal, o Tribunal Federal, o Tribunal Federal de Apelação e o Tribunal de Apelação Militar. Ao contrário dos tribunais superiores provinciais, que exercem jurisdição inata ou geral, a jurisdição dos tribunais federais e dos tribunais provinciais nomeados pelo governo provincial é limitada por estatuto. No total, existem mais de 1.000 juízes nomeados federalmente em vários níveis em todo o Canadá.

### Processo de Apelação
A Corte Suprema ocupa o ápice da pirâmide judiciária. Esta instituição ouve apelações dos tribunais provinciais de última instância, geralmente os tribunais provinciais ou territoriais de apelação, e o Tribunal Federal de Apelação, embora em algumas questões as apelações venham diretamente dos tribunais de primeira instância, como no caso de proibição de publicação e outras ordens que, de outra forma, não são passíveis de apelação.
Na maioria dos casos, a permissão para apelar deve ser obtida primeiro junto ao tribunal. Os pedidos de autorização para apelar à corte são geralmente ouvidos por um painel de três de seus juízes, e a maioria simples é decisiva. Por convenção, esse painel nunca explica por que concede ou nega a autorização em um caso específico, mas o tribunal geralmente ouve casos de importância nacional ou quando o caso lhe permite resolver uma questão importante de direito. A autorização é raramente concedida, o que significa que, para a maioria dos litigantes, os tribunais provinciais de apelação são os tribunais de última instância. No entanto, a autorização para apelar não é necessária para alguns casos, principalmente casos criminais processados por júri em que pelo menos um juiz de apelação (no respectivo tribunal provincial de apelação) discordou de um ponto de direito, e apelações de casos de referência judicial provinciais.
Uma fonte final de casos é o poder do governo federal de submeter casos de referência. Nesses casos, a Corte Suprema é obrigada a dar uma opinião sobre as questões a ela submetidas pelo Governador em Conselho (o Gabinete). No entanto, em muitos casos, incluindo o mais recente referendo sobre o casamento entre pessoas do mesmo sexo, a Corte Suprema se recusou a responder a uma pergunta do Gabinete. Nesse caso, o tribunal disse que não decidiria se o casamento entre pessoas do mesmo sexo era exigido pela Carta de Direitos e Liberdades, porque o governo havia anunciado que mudaria a lei independentemente de sua opinião, e posteriormente o fez.

### Interpretação Constitucional

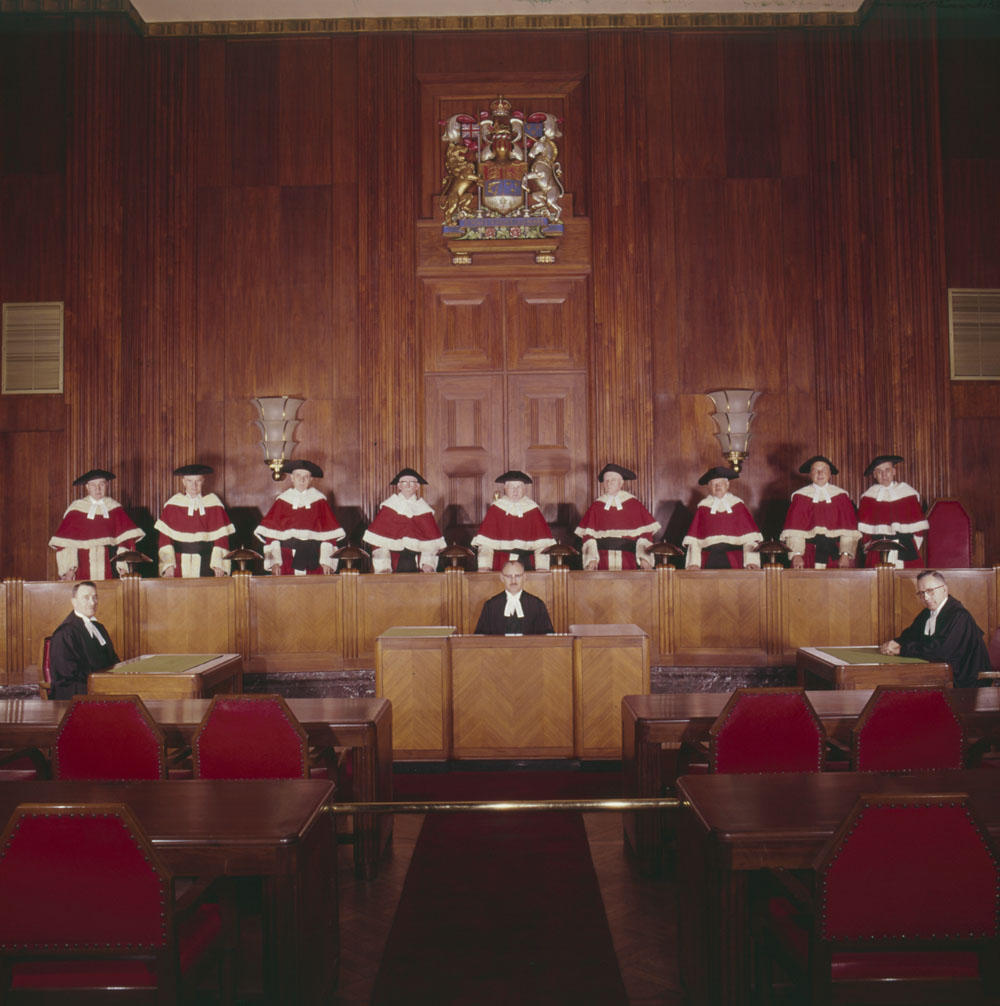
Os juízes da Corte Suprema do Canadá em 1961

A Corte Suprema, assim, desempenha uma função única. Ela pode ser solicitada pelo Governador em Conselho a ouvir referências sobre questões importantes de direito. Tais referências podem envolver a constitucionalidade ou interpretação da legislação federal ou provincial, ou a divisão de poderes entre as esferas federal e provincial de governo. Qualquer ponto de direito pode ser referido dessa maneira. No entanto, o tribunal não é frequentemente chamado a ouvir referências. Referências foram usadas para reexaminar condenações criminais que preocuparam o país, como nos casos de David Milgaard e Steven Truscott.
A Corte Suprema tem o poder final de revisão judicial sobre a validade constitucional das leis federais e provinciais do Canadá. Se uma lei federal ou provincial for considerada contrária às disposições de divisão de poderes de um dos vários atos constitucionais, o legislativo ou o parlamento deve ou aceitar o resultado, emendar a lei para que esteja em conformidade ou obter uma emenda à constituição. Se uma lei for declarada contrária a certas seções da Carta de Direitos e Liberdades, o Parlamento ou os legislativos provinciais podem tornar essa lei temporariamente válida novamente, usando o "poder de anulação" da cláusula de ressalva. Em um caso, a Assembleia Nacional de Quebec invocou esse poder para anular uma decisão da Corte Suprema (Ford v Quebec (AG)) que considerou que uma das leis linguísticas de Quebec, que proibia a exibição de sinais comerciais em inglês, era inconsistente com a Carta. Saskatchewan também o utilizou para sustentar suas leis trabalhistas. Esse poder de anulação pode ser exercido por cinco anos, após o qual o poder de anulação deve ser renovado ou a decisão entra em vigor.
Em alguns casos, o tribunal pode suspender o efeito de suas decisões para que leis inconstitucionais continuem em vigor por um período de tempo. Normalmente, isso é feito para dar ao Parlamento ou a um legislativo tempo suficiente para promulgar um novo esquema de legislação substitutiva. Por exemplo, no caso de Reference Re Manitoba Language Rights, o tribunal derrubou as leis de Manitoba porque não foram promulgadas em francês, como exigido pela Constituição. No entanto, o tribunal suspendeu seu julgamento por cinco anos para dar tempo a Manitoba para promulgar novamente toda a sua legislação em francês. Constatou-se que cinco anos foram insuficientes, então o tribunal foi solicitado e concordou em dar mais tempo.
Questões constitucionais podem, é claro, também ser levantadas no caso normal de apelações envolvendo litigantes individuais, governos, agências governamentais ou corporação estatal. Nesses casos, os governos federal e provinciais devem ser notificados de quaisquer questões constitucionais e podem intervir para apresentar um parecer e comparecer à argumentação oral no tribunal. Normalmente, os outros governos têm o direito de argumentar seu caso no tribunal, embora em raras ocasiões isso tenha sido limitado e impedido por ordem de um dos juízes do tribunal.

## Sessões
A Corte Suprema realiza três sessões por ano, de acordo com o calendário. A primeira sessão começa na quarta terça-feira de janeiro, a segunda na quarta terça-feira de abril e a terceira na primeira terça-feira de outubro. A Corte determina a duração de cada sessão. As audiências ocorrem apenas em Ottawa, embora os litigantes possam apresentar argumentos orais de locais remotos por meio de um sistema de videoconferência. As audiências são abertas ao público. A maioria das audiências é gravada para transmissão atrasada nas duas línguas oficiais do Canadá. Durante as sessões, o tribunal se reúne de segunda a sexta-feira, ouvindo dois casos de apelação por dia. O quórum é de cinco membros para apelações, mas a maioria dos casos é ouvida por um painel de nove juízes.[carece de fontes?]

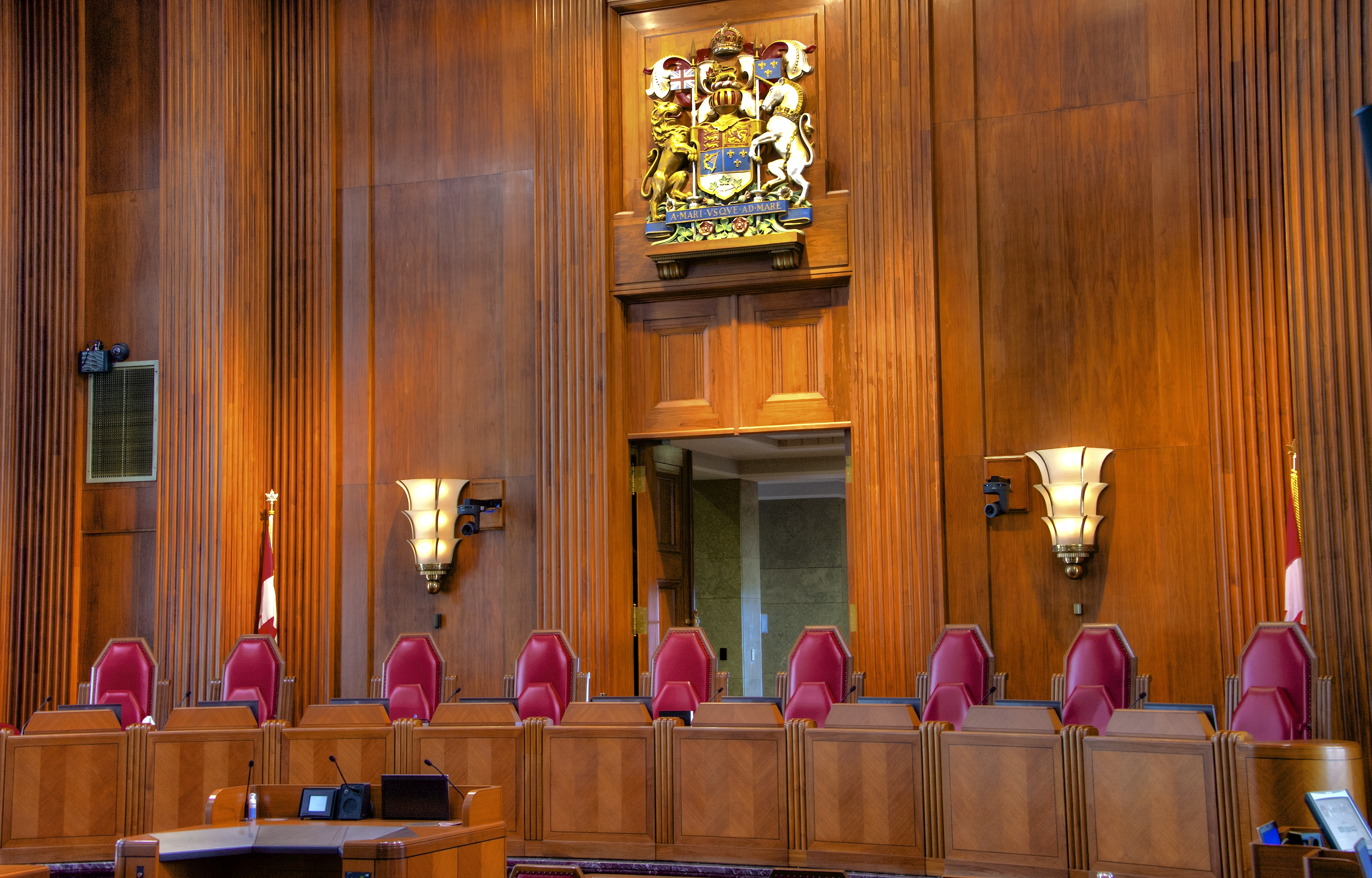
Cadeiras da sala de audiências usadas pelos juízes da Corte Suprema do Canadá

No banco, o presidente da Corte Suprema do Canadá ou, na sua ausência, o juiz mais antigo, preside a partir da cadeira central, com os outros juízes sentados à sua direita e à sua esquerda, por ordem de senioridade de nomeação. Durante as sessões, os juízes geralmente aparecem com togas de seda preta, mas usam suas vestes cerimoniais de escarlate brilhante, com pele de vison branco canadense, em ocasiões especiais e no Senado na abertura de cada nova sessão do Parlamento.[carece de fontes?]
Os advogados que se apresentam perante a Corte podem usar inglês ou francês. Os juízes também podem usar qualquer um dos dois idiomas. Há tradução simultânea disponível para os juízes, advogados e membros do público presentes na audiência ou assistindo pela transmissão ao vivo.
A decisão da Corte às vezes é proferida oralmente ao final da audiência. Nesses casos, o tribunal pode se referir apenas à decisão do tribunal inferior para explicar suas próprias razões. Em outros casos, o tribunal pode anunciar sua decisão ao final da audiência, com as razões a serem apresentadas posteriormente. Além disso, em alguns casos, o tribunal pode não chamar o advogado do réu, se não estiver convencido pelos argumentos do advogado do apelante. Em casos muito raros, o tribunal pode não chamar o advogado do apelante e, em vez disso, chamar diretamente o advogado do réu. No entanto, na maioria dos casos, o tribunal ouve todos os advogados e depois reserva o julgamento para permitir que os juízes escrevam as razões fundamentadas. As decisões da Corte não precisam ser unânimes – a maioria pode decidir, com razões dissidentes apresentadas pela minoria. Os juízes podem escrever opiniões separadas ou conjuntas para qualquer caso.
Um juiz da Corte Suprema é chamado de O Honrável Senhor/Senhora Juiz e o presidente da Corte de Right Honourable. Em um tempo, os juízes eram tratados como "My Lord" ou "My Lady" durante as sessões do tribunal, mas isso foi desencorajado e agora os advogados são orientados a usar o mais simples "Juiz", "Senhor Juiz" ou "Senhora Juíza". A designação "My Lord/My Lady" continua em muitos tribunais superiores provinciais e no Tribunal Federal do Canadá e Tribunal Federal de Apelação, onde é opcional.
A cada quatro anos, a Comissão de Compensação Judicial e Benefícios faz recomendações ao governo federal sobre os salários dos juízes nomeados federalmente, incluindo os juízes da Corte Suprema. Essas recomendações não são legalmente vinculativas para o governo federal, mas o governo geralmente deve cumpri-las, a menos que haja uma razão muito boa para não fazê-lo. O presidente recebe $370.300, enquanto os juízes recebem $342.800 anualmente.

## Nomeação de juízes
Os juízes da Corte Suprema do Canadá são nomeados com base na aconselhamento do primeiro-ministro.
A Supreme Court Act limita a elegibilidade para nomeação a pessoas que tenham sido juízes de um tribunal superior ou membros da ordem dos advogados por dez ou mais anos. Membros da ordem dos advogados ou da magistratura superior de Quebec, por lei, devem ocupar três das nove posições na Corte Suprema do Canadá. Isso é justificado com base no fato de que Quebec usa direito civil, ao invés de direito comum, como no restante do país. Como explicado nas razões no caso de Reference Re Supreme Court Act, ss. 5 e 6, juízes da Corte Federal e do Tribunal Federal de Apelação não podem ser nomeados para nenhum dos três assentos de Quebec. Por convenção, as seis posições restantes são divididas da seguinte maneira: três de Ontário; duas das províncias ocidentais, tipicamente uma de Columbia Britânica e uma das províncias das pradarias, que se alternam entre si (embora Alberta seja conhecida por causar saltos na rotação); e uma das províncias atlânticas, quase sempre de Nova Escócia ou New Brunswick. O parlamento e os governos provinciais não têm papel constitucional em tais nomeações, sendo isso às vezes um ponto de contenda.
Em 2006, foi adicionada uma fase de entrevista por um comitê ad hoc de membros do Parlamento. O juiz Marshall Rothstein foi o primeiro a passar por esse novo processo. O primeiro-ministro ainda tem a palavra final sobre quem será o candidato recomendado ao governador-geral para nomeação à corte. O governo propôs novamente uma fase de entrevista em 2008, mas uma eleição geral e o parlamento minoritário intervieram com atrasos, de modo que o Primeiro-Ministro recomendou o Juiz Cromwell após consultar o líder da oposição.
Em agosto de 2016, o Primeiro-Ministro Justin Trudeau abriu o processo de aplicação para alterar o processo de nomeação acima mencionado. De acordo com o processo revisado, "[qualquer] advogado canadense ou juiz que atenda aos critérios especificados pode se inscrever para uma vaga na Corte Suprema, por meio do Escritório do Comissário para Assuntos Judiciais Federais." O bilinguismo funcional agora é um requisito.
Os juízes originalmente podiam permanecer no cargo por vida, mas em 1927 foi instituída uma idade de aposentadoria aposentadoria obrigatória de 75 anos. Eles podem escolher se aposentar mais cedo, mas só podem ser removidos involuntariamente antes dessa idade por voto do Senado e da Câmara dos Comuns.

## Membros atuais
O atual presidente da Corte Suprema do Canadá é Richard Wagner. Ele foi nomeado para a corte como juiz de primeira instância em 5 de outubro de 2012 e nomeado presidente em 18 de dezembro de 2017. Os nove juízes da Corte Wagner são:
| Juiz | Juiz                                 | Juiz                         | Juiz                           | Nomeado por       | Data da nomeação                            | Data de aposentadoria   | Faculdade de Direito                                                                 | Cargo judicial anterior                                                                         |
| OP   | Nome (Província)                     | Data de nascimento           | Local de nascimento            | Nomeado por       | Data da nomeação                            | Data de aposentadoria   | Faculdade de Direito                                                                 | Cargo judicial anterior                                                                         |
| ---- | ------------------------------------ | ---------------------------- | ------------------------------ | ----------------- | ------------------------------------------- | ----------------------- | ------------------------------------------------------------------------------------ | ----------------------------------------------------------------------------------------------- |
| 1º   |                                      | 2 abril 1957 (idade 67)      | Canadá (Quebec)                | Harper J. Trudeau | 2012 de outubro de 5 2017 de dezembro de 18 | 2032 de abril de 2      | Faculté de droit, Université d'Ottawa (LLL)                                          | Tribunal de Apelação de Quebec Tribunal Superior de Quebec                                      |
| 2º   | Andromache Karakatsanis (Ontário)    | 3 outubro 1955 (idade 69)    | Canadá (Ontário)               | Harper            | 2011 de outubro de 21                       | 2030 de outubro de 3    | Osgoode Hall Law School (LLB)                                                        | Tribunal de Apelação de Ontário Tribunal Superior de Justiça de Ontário                         |
| 3º   | Suzanne Côté (Quebec)                | 21 setembro 1958 (idade 66)  | Canadá (Quebec)                | Harper            | 2014 de dezembro de 1                       | 2033 de setembro de 21  | Université Laval (LLB)                                                               | Parceira no escritório Osler, Hoskin & Harcourt                                                 |
| 4º   | Malcolm Rowe (Terra Nova e Labrador) | 27 junho 1953 (idade 71)     | Canadá (Terra Nova e Labrador) | J. Trudeau        | 2016 de outubro de 28                       | 27 junho 2028           | Osgoode Hall Law School (LLB)                                                        | Tribunal de Apelação de Terra Nova e Labrador Tribunal Supremo de Terra Nova e Labrador         |
| 5º   | Sheilah Martin (Alberta)             | 31 maio 1956 (idade 68)      | Canadá (Quebec)                | J. Trudeau        | 2017 de dezembro de 18                      | 2031 de maio de 31      | McGill University (LLB, BCL) University of Alberta (LLM) University of Toronto (SJD) | Tribunal de Apelação de Alberta, Territórios do Noroeste, Nunavut Tribunal da Rainha de Alberta |
| 6º   | Nicholas Kasirer (Quebec)            | 20 fevereiro 1960 (idade 65) | Canadá (Quebec)                | J. Trudeau        | 2019 de setembro de 16                      | 2035 de fevereiro de 20 | McGill University (LLB, BCL) Universidade de Paris 1 Panthéon-Sorbonne (DEA)         | Tribunal de Apelação de Quebec                                                                  |
| 7º   | Mahmud Jamal (Ontário)               | 20 julho 1967 (idade 57)     | Quênia (Nairóbi)               | J. Trudeau        | 2021 de julho de 1                          | 2042 de julho de 20     | McGill University (LLB, BCL) Universidade de Yale (LLM)                              | Tribunal de Apelação de Ontário                                                                 |
| 8º   | Michelle O'Bonsawin (Ontário)        | 2 maio 1974 (idade 50)       | Canadá (Ontário)               | J. Trudeau        | 2022 de setembro de 1                       | 2049 de maio de 2       | University of Ottawa (LLB, PhD) Osgoode Hall Law School (LLM)                        | Tribunal Superior de Justiça de Ontário                                                         |
| 9º   | Mary Moreau (Alberta)                | 1955 ou 1956 (idade 67–68)   | Canadá (Alberta)               | J. Trudeau        | 2023 de novembro de 6                       | 2030–2031               | University of Alberta (LLB) Université de Sherbrooke (Certificação em Direito Civil) | Tribunal de Ação da Rainha de Alberta                                                           |

1. 1 2  Como presidente

### Duração do mandato
A linha do tempo gráfica a seguir mostra a duração do mandato de cada juiz atual da Corte Suprema (não sua posição na ordem de precedência do tribunal).
Andromache Karakatsanis teve o mandato mais longo entre os membros atuais da corte, tendo sido nomeada em outubro de 2011. O mandato acumulado de Richard Wagner é de 12 anos, 162 dias—5 anos, 74 dias como juiz de primeira instância e 7 anos, 88 dias como presidente. Mary Moreau tem o mandato mais breve, tendo sido nomeada 1 ano, 130 dias. A duração do mandato dos outros juízes é a seguinte: Suzanne Côté, 10 anos, 105 dias; Malcolm Rowe, 8 anos, 139 dias; Sheilah Martin, 7 anos, 88 dias; Nicholas Kasirer, 5 anos, 181 dias; Mahmud Jamal, 3 anos, 258 dias; e Michelle O'Bonsawin, 2 anos, 196 dias.

## Regras do tribunal
As Regras da Corte Suprema do Canadá estão disponíveis no site laws-lois.justice.gc.ca, bem como na Gazeta do Canadá, como SOR/2002-216 (mais emendas), feitas de acordo com o parágrafo 97(1) da Supreme Court Act. Taxas e impostos são estipulados perto do final.

## Assistentes jurídicos
Desde 1967, o tribunal contrata assistente jurídicos para ajudar na pesquisa jurídica. Entre 1967 e 1982, cada juiz de primeira instância era assistido por um assistente jurídico, e o presidente tinha dois. A partir de 1982, o número foi aumentado para dois assistentes jurídicos para cada juiz. Atualmente, cada juiz tem até três assistentes jurídicos.

## Edifício
O Edifício da Corte Suprema do Canadá (em francês: L'édifice de la Cour suprême du Canada) está localizado a oeste da Colina do Parlamento, na 301 Wellington Street. Ele está situado em um morro elevado acima do Rio Ottawa no centro de Ottawa e abriga a Corte Suprema do Canadá. O edifício também contém duas salas de audiências usadas pelo Tribunal Federal e o Tribunal Federal de Apelação.
O edifício foi projetado por Ernest Cormier e é conhecido por seu estilo Art Deco—incluindo dois lampiões de estilo candelabro que flanqueiam a entrada e as paredes e pisos de mármore do saguão—contrastando com o telhado châteauesque. A construção começou em 1939, com a pedra fundamental colocada pela Rainha Elizabeth, esposa do Rei George VI e mais tarde conhecida como a Mãe Rainha. Em seu discurso, ela disse: "Talvez não seja inapropriado que essa tarefa seja realizada por uma mulher; pois a posição da mulher em uma sociedade civilizada tem dependido do crescimento da lei." O tribunal começou a ouvir casos no novo edifício em janeiro de 1946.
Em 2000, o edifício foi nomeado pelo Instituto Real de Arquitetura do Canadá como um dos 500 principais edifícios produzidos no Canadá durante o último milênio. Canada Post emitiu um selo comemorativo em 9 de junho de 2011, como parte da série Arquitetura Art Déco.
Duas mastros de bandeira foram erguidos em frente ao edifício. Uma bandeira é hasteada diariamente, enquanto a outra é levantada apenas nos dias em que o tribunal está em sessão. Também estão localizadas nos terrenos várias estátuas, incluindo uma do Primeiro Ministro Louis St. Laurent, de Elek Imredy em 1976, e duas—Veritas (Verdade) e Justitia (Justiça)—de Walter S. Allward. Dentro do edifício, há bustos de vários presidentes da corte: John Robert Cartwright (1967–1970), Bora Laskin (1973–1983), Brian Dickson (1984–1990) e Antonio Lamer (1990–2000), todos esculpidos por Kenneth Phillips Jarvis, um ex-Tesoureiro do Law Society of Upper Canada.
O tribunal foi anteriormente abrigado na Sala do Comitê Ferroviário e em várias outras salas de comitês no Bloco Central na Colina do Parlamento. O tribunal então se reuniu no Antigo Tribunal Supremo na Bank Street, entre 1889 e 1945. Essa estrutura foi demolida em 1955 e o local foi usado como estacionamento para a Colina do Parlamento.